# Арбизињи
Арбизињи (фр. Arbusigny) насеље је и општина у источној Француској у региону Рона-Алпи, у департману Горња Савоја која припада префектури Сен Жилијен ан Женвоа.
По подацима из 2011. године у општини је живело 1028 становника, а густина насељености је износила 83,92 становника/km². Општина се простире на површини од 12,25 km². Налази се на средњој надморској висини од 834 метара (максималној 964 m, а минималној 675 m).

## Демографија
| 1962. | 1968. | 1975. | 1982. | 1990. | 1999. | 2011. |
| ----- | ----- | ----- | ----- | ----- | ----- | ----- |
| 437   | 367   | 350   | 388   | 580   | 684   | 1.028 |

График промене броја становника у току последњих година